# All My Sons (pel·lícula)
All My Sons és un drama de suspens, ambient després de la Segona Guerra Mundial de 1948, dirigit per Irving Reis, basat en l'obra homònima d'Arthur Miller de 1946 i protagonitzat per Edward G. Robinson i Burt Lancaster. El repartiment de suport compta amb Louisa Horton, Mady Christians, Howard Duff, Arlene Francis i Harry Morgan.

## Argument
Joe Keller lamenta saber que el seu fill Chris planeja casar-se amb Ann Deever i traslladar-se a Chicago, perquè estava promesa amb el seu germà, presumptament mort, i esperava que Chris algun dia es fes càrrec del negoci de fabricació que Joe va construir des de zero.
El pare d'Ann, Herb, era el soci comercial de Joe, però quan els dos homes van ser acusats d'enviar peces defectuoses de l'avió que van provocar accidents i morts en temps de guerra, només Herb va ser condemnat i enviat a la presó.
El seu compromís amb el seu germà molesta a Kate Keller, que encara no ha acceptat la mort del seu fill Larry.
El germà advocat d'Ann, George, la desanima fortament de casar-se amb un Keller, i molts a la ciutat encara xiuxiuegen que Joe va ser el responsable de la mort de vint-i-un pilots. Una vídua de guerra fins i tot crida assassí a Joe a la cara en un restaurant.
La visita de George provoquen que en Chris visiti al pare d'Ann a la presó. En Chris escolta com en Joe va trucar malalt el dia que l'exèrcit va anar a recollir les peces de l'avió i assumia tota la responsabilitat per enviar les peces. Joe admet a Chris que sabia que eren defectuoses, però l'exèrcit podia anular la compra i hauria provocat la fallida del negoci. Chris colpeja el seu pare amb ràbia en escoltar això.
Una carta de Larry revela que estava orgullós de la feina del seu pare fins que es va descobrir que havien enviat peces defectuoses. Tenia la intenció d'anar a una missió suïcida en un avió, sense voler més viure amb la vergonya de la família. En Chris li mostra la carta al seu pare perquè s'adoni de la gravetat dels fets.

## Repartiment
- Edward G. Robinson com a Joe Keller
- Burt Lancaster com a Chris Keller
- Louisa Horton com Ann Deever
- Mady Christians com a Kate Keller
- Frank Conroy com Herb Deever
- Howard Duff com a George Deever
- Lloyd Gough com a Jim Bayliss
- Arlene Francis com a Sue Bayliss
- Harry Morgan com a Frank Lubey (com a Henry Morgan)
- Elisabeth Fraser com a Lydia Lubey

## Producció
Segons es diu, Burt Lancaster va ajornar la seva pròpia primera producció, Sang a les mans per tal d'encarnar el paper de Chris, un ex-GI que inicialment idolatra el seu pare, sense saber què ha fet.

## Recepció

### Taquilla
La pel·lícula va suposar una pèrdua relativament petita per a Universal.

### Resposta crítica
En la seva crítica cinematogràfica, el crític Bosley Crowther va contrastar l'obra d'Arthur Miller amb el guió. Tot i que va afirmar que el guió era més moderat, va elogiar l'actuació. Va escriure: "En el paper d'aquest individualista accidentat, el Sr. Robinson fa un treball superior en mostrar els matisos de la personalitat en un tipus dur que té un costat més suau. Arrogant, despietat i dinàmic en aquells moments en què el seu 'negoci' està en joc, també és tendre i considerat en presència dels qui estima... Com a fill correcte d'aquest corrupte, Burt Lancaster és sorprenentment bo i, tot i que de vegades sembla una mica tonto, això no és inverosímil. Louisa Horton és natural com la seva estimada i Mady Christians interpreta intensament la mare. La direcció d'Irving Reis és lleugerament alterada en algunes escenes, però generalment coincideix amb el tempo d'un guió fluid".

### Reconeixements
Nominacions
- Premi del Singicat de Guionistes dels Estats Units: Millor drama nord-americà escrit - Chester Erskine; El premi Robert Meltzer (Guió que tracta més hàbilment els problemes de l'escena nord-americana) - Chester Erskine; 1949.